# Paratendipes tavetanus
Paratendipes tavetanus är en tvåvingeart som först beskrevs av Jean-Jacques Kieffer 1913.  Paratendipes tavetanus ingår i släktet Paratendipes och familjen fjädermyggor.
Artens utbredningsområde är Kenya. Inga underarter finns listade i Catalogue of Life.